# Isakskatedralen
Isakskatedralen (ryska: Исаакиевский cобор, Isaakijevskij sobor) är den största kyrkan i Sankt Petersburg. Den byggdes 1818–1858 efter ritningar av Auguste de Montferrand. Katedralen är 101,5 meter hög och från kupolen har man god utsikt över staden vid Neva. 
Katedralen har på varje sida en fronton, som bärs upp av sammanlagt 48 pelare av finländsk pyterlahtigranit.

## Galleri

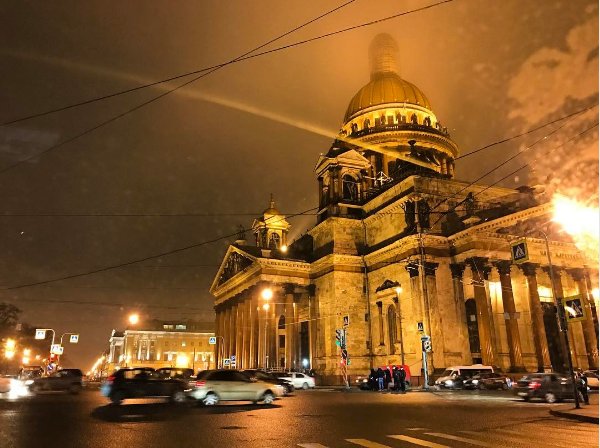
Isakskatedralen på natten
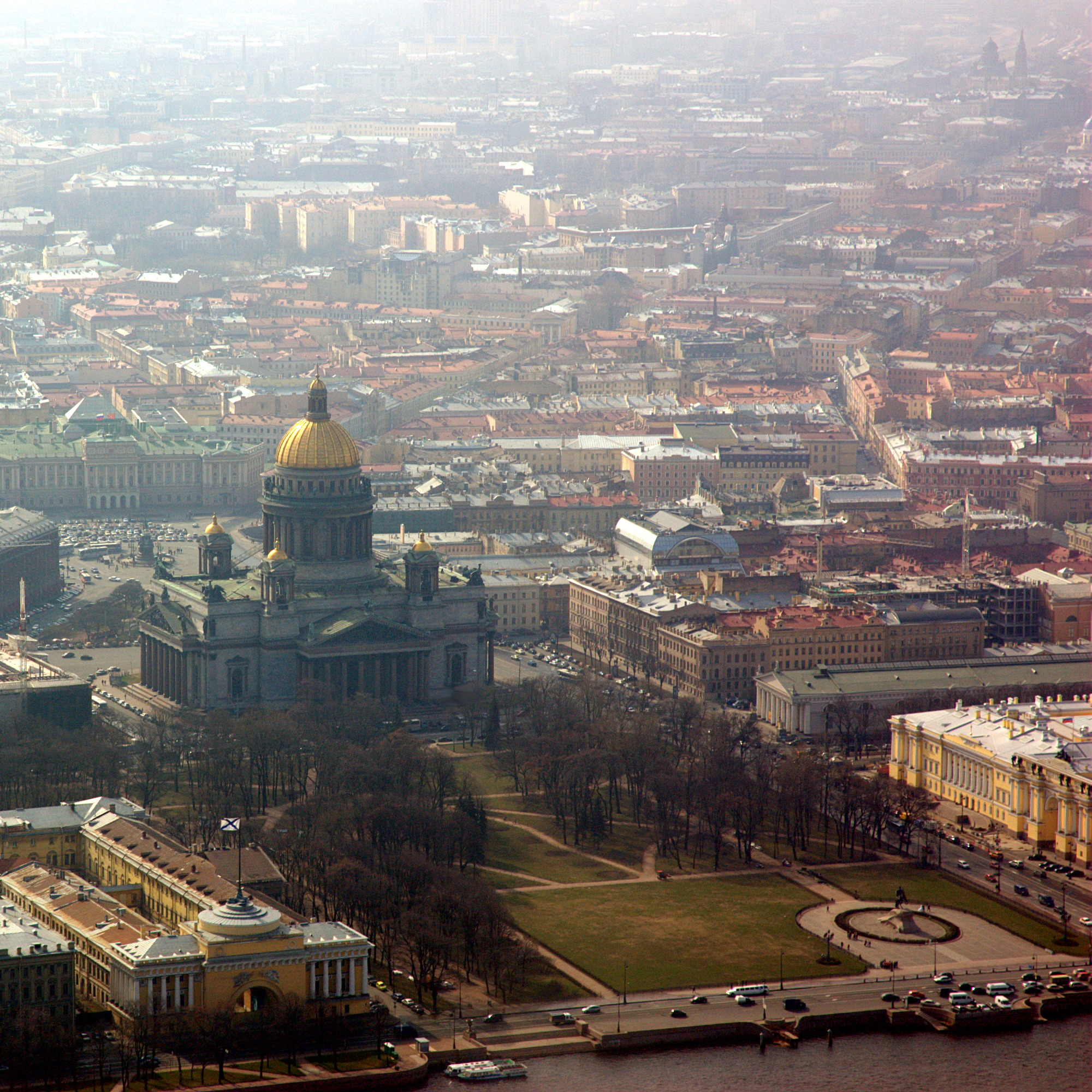
Översiktsvy.
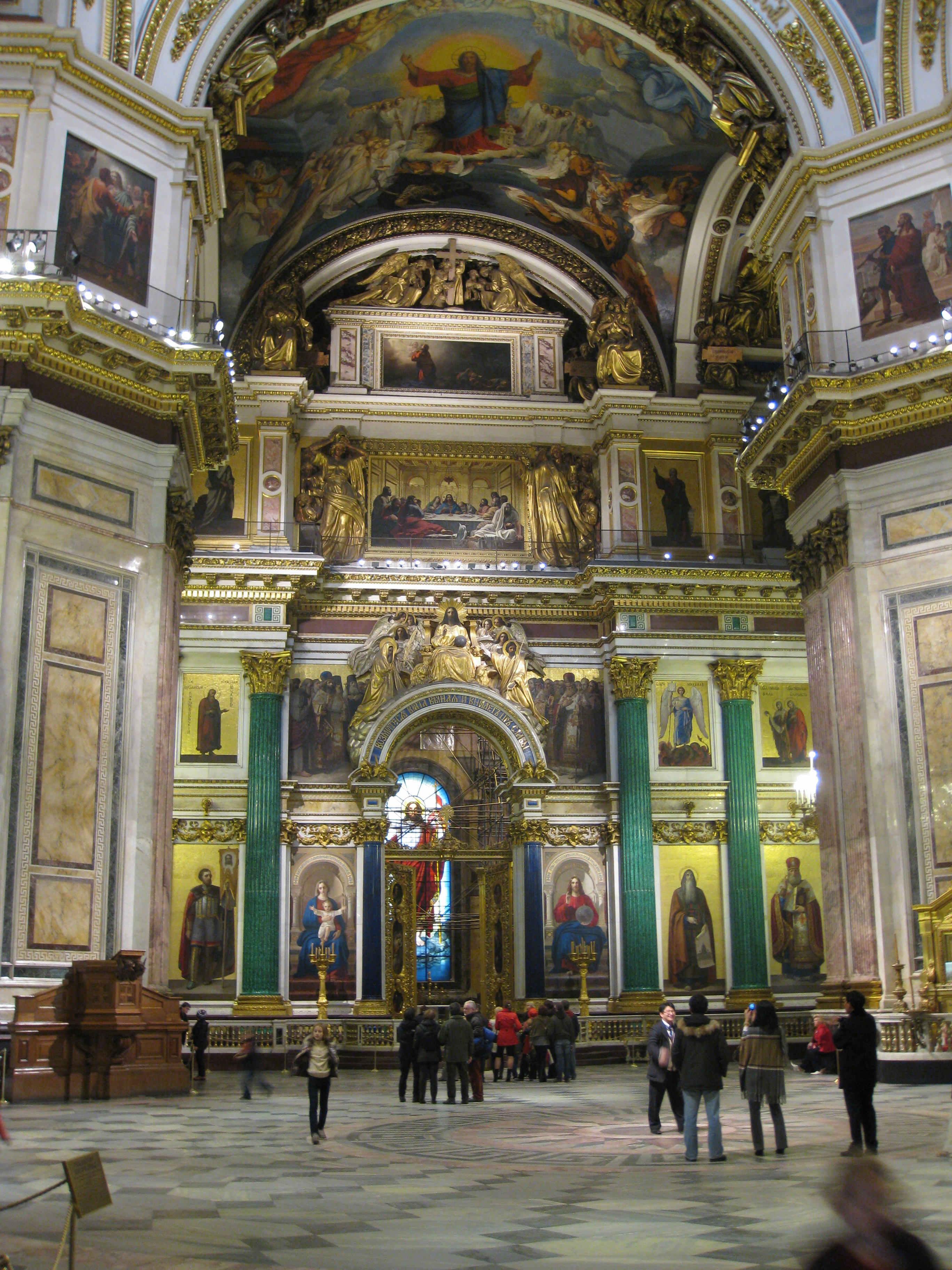
Interiör.
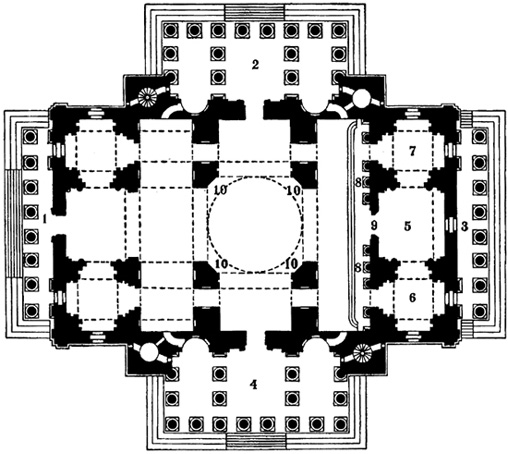
Planritning.
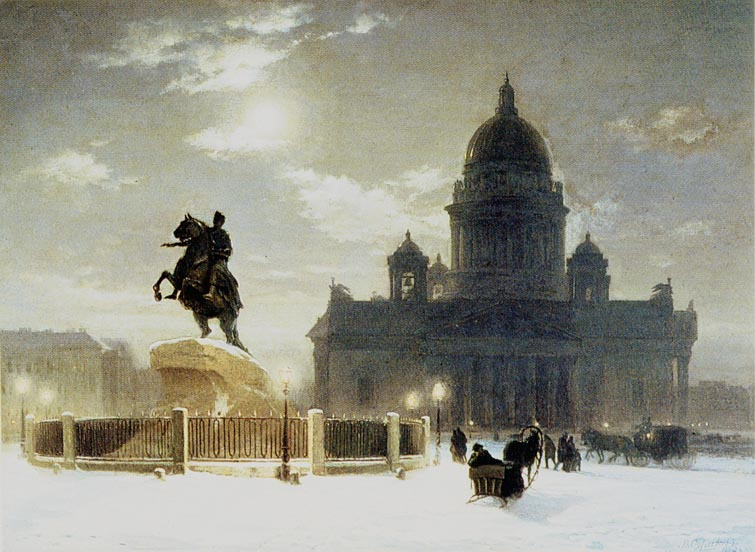
Vasilij Surikovs målning av Bronsryttaren och katedralen.
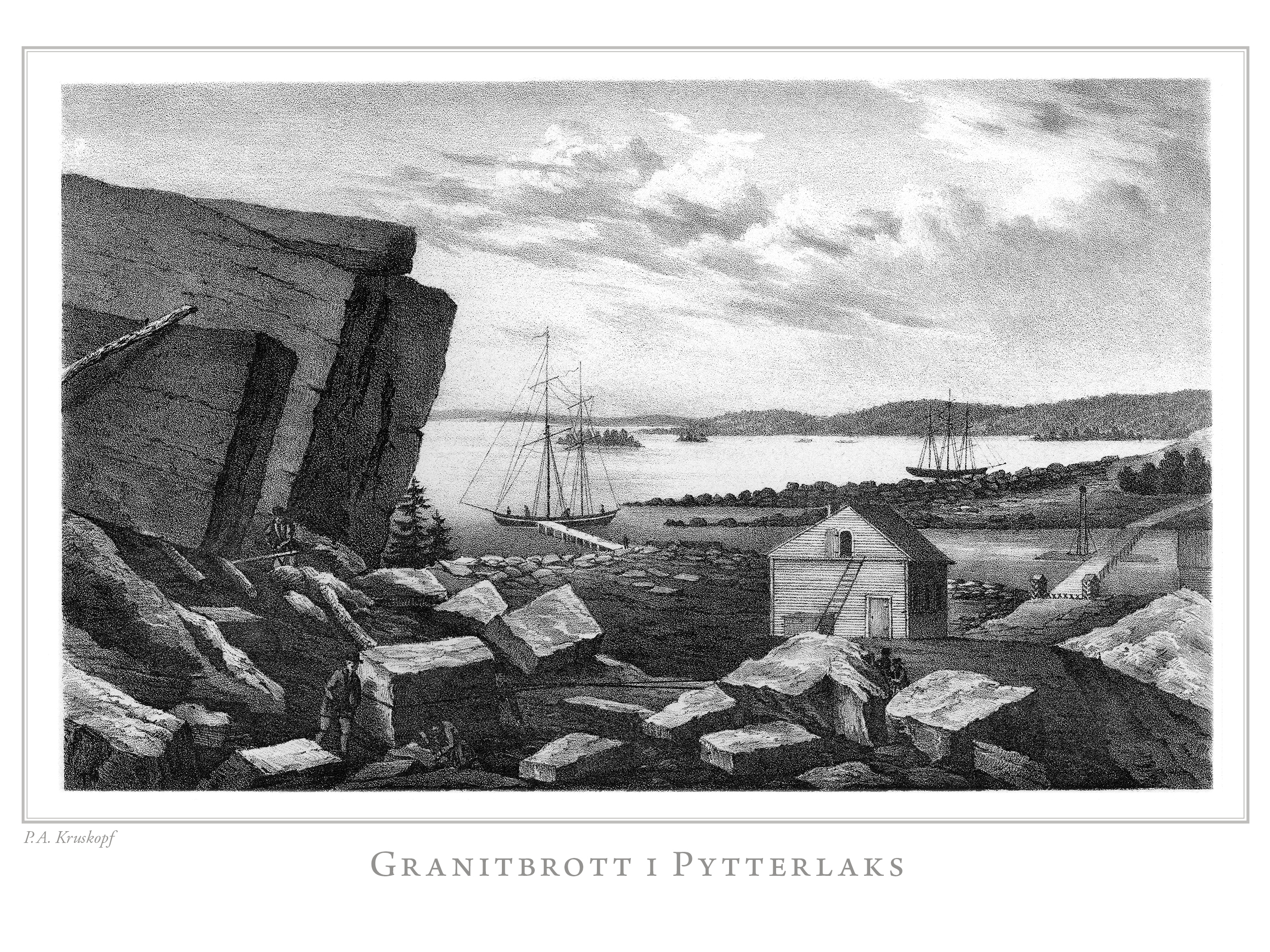
Granitblocken som utgör de 55 fot höga pelarna är från Pytterlaks stenbrott i Finland enligt Finland framstäldt i teckningar.